# Шемахинское землетрясение (1902)
Шемахинское землетрясение с магнитудой 6,9 баллов, произошедшее 31 января (13 февраля) 1902 года на территории Бакинской губернии Российской империи, в современном Азербайджане, было самым сильным землетрясением за всю историю города Шемахы. Землетрясением был разрушен почти весь город и погребено под его развалинами, по разным источникам, от 2000 до свыше 3000 жертв. Около 4000 домов было разрушено. Это было самым сильным и последним в череде из 9 землетрясений, потрясших город в 1806-1902 годах. 
Из-за относительно небольшой глубины гипоцентра (около 15 км) разрушения были сильными, но только на узком участке вокруг эпицентра; по шкале Меркалли ущерб в районе эпицентра достиг 9 баллов из 12. В городе и его окрестностях рухнуло более 7000 домов, в том числе около 4000 из 5000 домов города; инженеры и ученые в 1902-1903 гг. сообщали, что основными причинами столь большого ущерба были расположение шемахинских построек на неустойчивом грунте и низкое качество строительства. Обычные каменные и глиняные постройки местного населения с тяжелыми крышами обрушивались легче и с более тяжелыми последствиями, тогда как в руссконаселенной части города многие деревянные дома выдержали колебания поверхности. Однако из-за холодного дня от многих зажжённых печей начались пожары. Спасательные работы были затруднены послетолчками (афтершоками) и были слишком рано прекращены: позже под завалами были найдены выжившие во время катастрофы, но умершие там от голода. 
Землетрясение считается одним из самых разрушительных в истории Азербайджана; около 20 000 человек зимой остались без крова. Помимо города, были повреждены здания в 126 населенных пунктах Шамахинского уезда. Ученые, в частности немецкий геолог Герман Абих, обследовавший район после землетрясения 1859 года, задолго до этого землетрясения, видя частую повторяемость сотрясений в этом районе, советовали жителям переселиться в другие районы, однако они выбрали оставаться на своем обычном месте, и город всегда восстанавливался. Из-за привычки у жителей не возникало тревоги при землетрясениях, даже когда утром перед этим землетрясением было несколько легких толчков, пока пять сильных толчков не разрушили город. Несколько исторических зданий, уцелевших во время предыдущих землетрясений, рухнули или были серьезно повреждены, в том числе 900-летняя мечеть Джумы. Землетрясение спровоцировало извержение грязевого вулкана Гюздек-боздег на соседнем Апшеронском полуострове. В результате извержения погибли 6 пастухов и около 2000 голов домашнего скота.